# 441 Bathilde
441 Bathilde eller 1898 ED är en asteroid i huvudbältet, som upptäcktes 8 december 1898 av den franske astronomen Auguste Charlois. Det är okänt efter vem eller vad den är uppkallad efter.
Asteroiden har en diameter på ungefär 65 kilometer.